# أنطوني تشيشولم
أنطوني تشيشولم (بالإنجليزية: Anthony Chisholm)‏ (9 أبريل 1943 - 16 أكتوبر 2020)، هو ممثل مسرحي، وممثل أفلام، وممثل تلفزيوني من الولايات المتحدة الأمريكية.

## روابط خارجية
- أنطوني تشيشولم على موقع IMDb (الإنجليزية)
- أنطوني تشيشولم على موقع ألو سيني (الفرنسية)
- أنطوني تشيشولم على موقع أول موفي (الإنجليزية)
- أنطوني تشيشولم على موقع قاعدة بيانات برودواي على الإنترنت (الإنجليزية)
- أنطوني تشيشولم على موقع قاعدة بيانات الأفلام السويدية (السويدية)
- أنطوني تشيشولم على موقع قاعدة بيانات الفيلم (الإنجليزية)
- أنطوني تشيشولم على موقع كينوبويسك (الروسية)